# Běloruská kuchyně
Běloruská kuchyně (bělorusky: Беларуская кухня) je podobná ruské a ukrajinské kuchyni, byla ale ovlivněna také polskou nebo litevskou kuchyní, v menší míře také francouzskou, německou a italskou kuchyní.
Základní potravinou jsou brambory. Bělorusko má největší spotřebu brambor na obyvatele na světě. V Bělorusku připadá na jednoho člověka 185 kg brambor ročně, na druhém místě je Turkmenistán se 134 kg, na třetím místě Polsko s pouhými 114 kg. Brambory zde mají název odlišný od ruského (бульба - bulba namísto картофель - kartofel). V časech Sovětského svazu nazývali příslušníci ostatních národů SSSR Bělorusy pejorativním termínem bulbaši.
Základ běloruské kuchyně tvoří převážně vepřové maso, hovězí maso, sladkovodní ryby a specialitou na severovýchodě jsou uzení úhoři. Jídla jsou často dochucována smetanou a koprem. Přílohou jsou nejčastěji brambory a různé saláty. Bělorusové s oblibou připravují domácí kompoty.

## Stolování
Bělorusové se stravují především doma. Pro místní stolování jsou také charakteristické jídelny (stolovaya), kde je jídlo velmi levné. Výjimečně, hlavně při slavnostních příležitostech, navštěvují Bělorusové i restaurace.
Mezi oblíbené pokrmy patří jídla připravovaná v keramických kotlících. Je to tradiční způsob servírování doma i v restauracích. V kotlíku se tak připravují nejrůznější dušená masa s bramborami, zeleninou nebo houbami. Bramborová babka, což jsou brambory s vejci, cibulí a slaninou vařené v kotlíku.

## Pokrmy

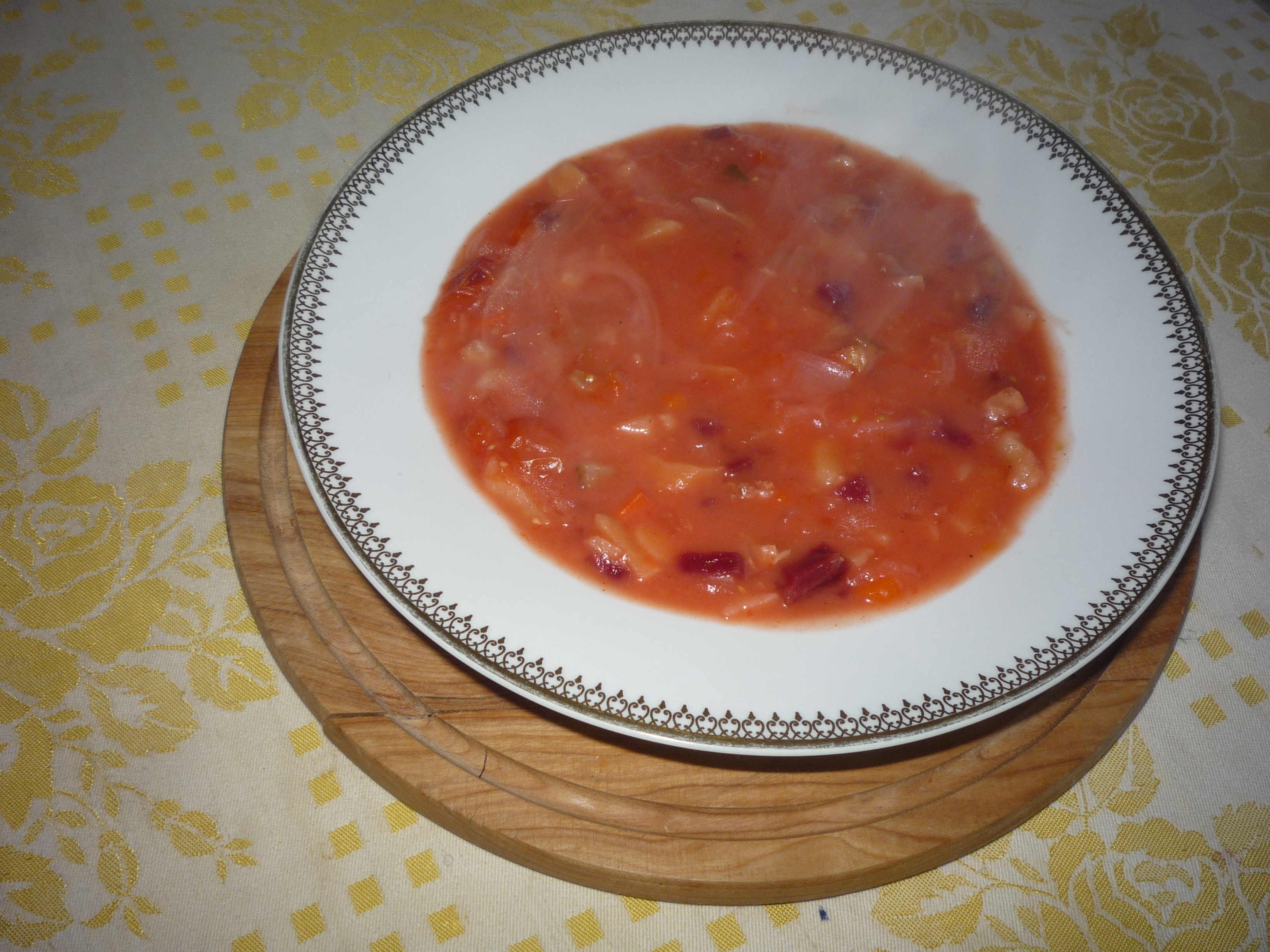
Boršč

### Polévky

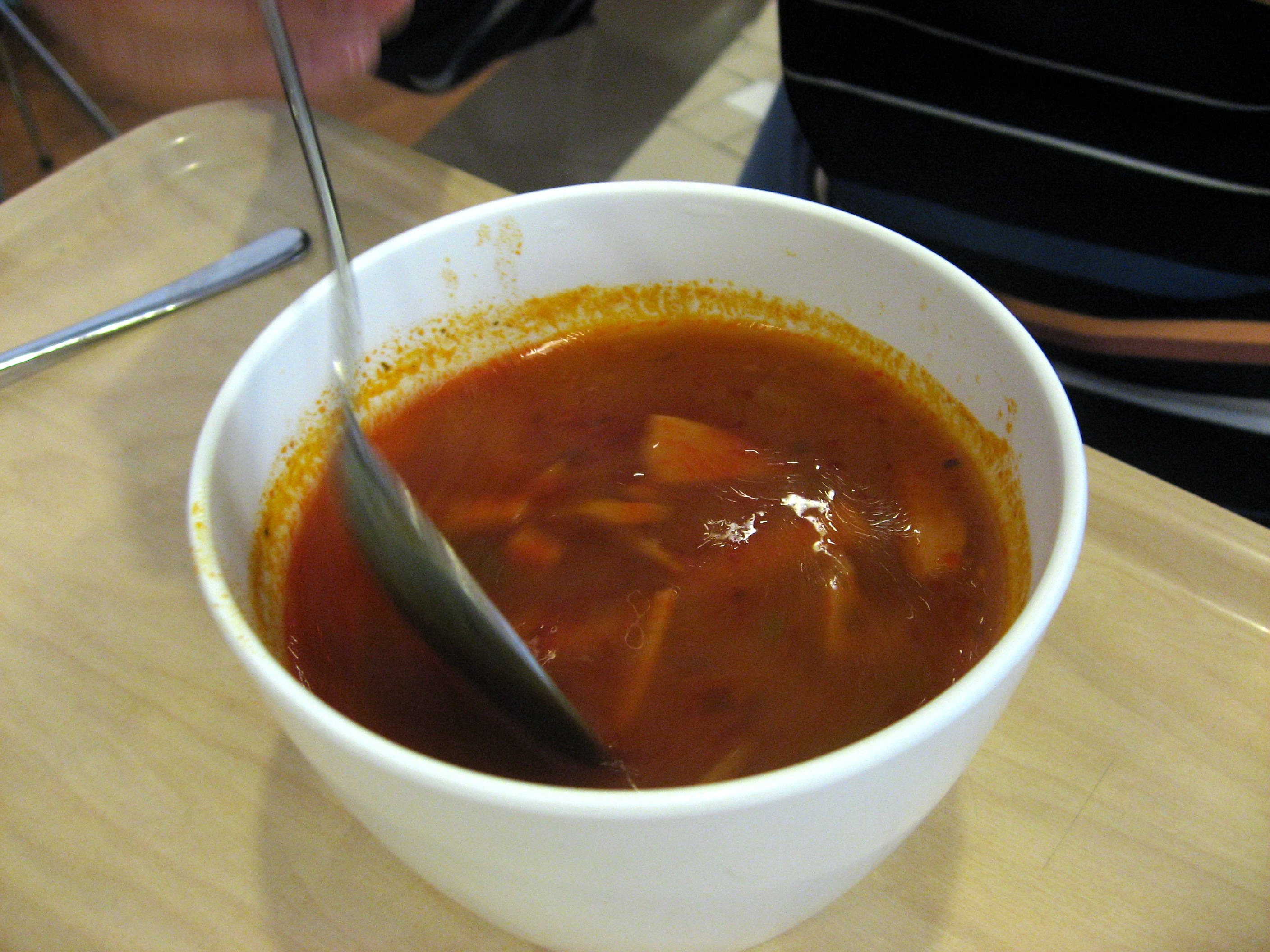
Soljanka

- Polévky jsou v Bělorusku velmi oblíbené. Je jich mnoho druhů a jsou velmi dobré. Vaří se zde nejrůznější vývary, ale také husté přesnídávkové polévky plné masa a zeleniny.
- Boršč – vaří se ve dvou verzích, klasický červený z červené řepy nebo bílý ze zelí.
- Chaladnik – letní studená polévka z červené řepy, okurky a kopru, podobná boršči s výrazným kořením, podává se s chlebem.
- Soljanka – silný vývar z několika druhů masa, doplněný smetanou.
- Ucha – polévka ze sladkovodních ryb.
- Mačanka – hustá polévka s vepřovým sádlem a opečenými plackami.
- Hrybny sup – polévka z hub a ječmenu.
- Šči (kislyje šči) – polévka ze šťovíku.
- Rassolnik – polévka z kyselých okurek.

### Hlavní jídla

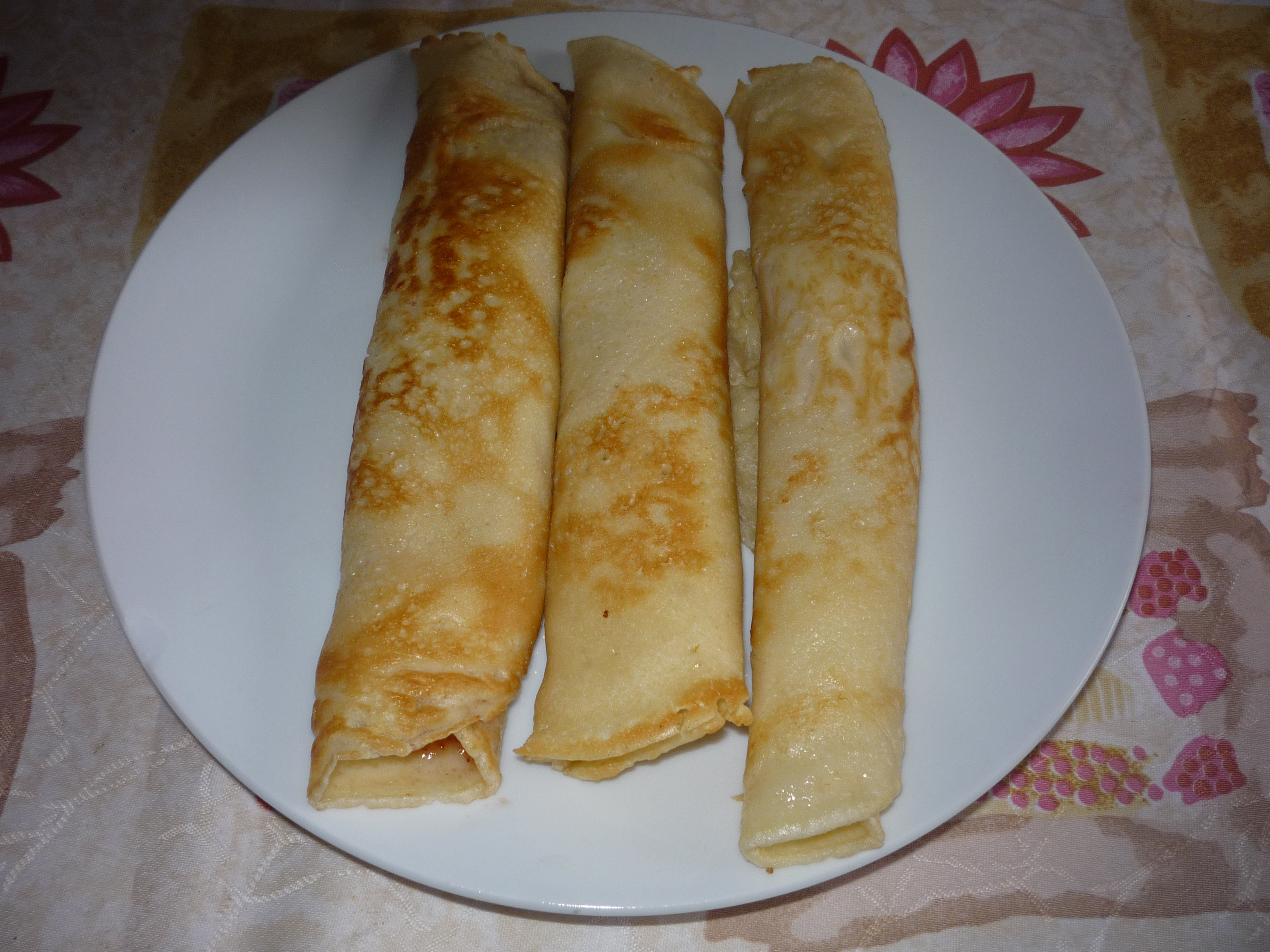
Palačinky

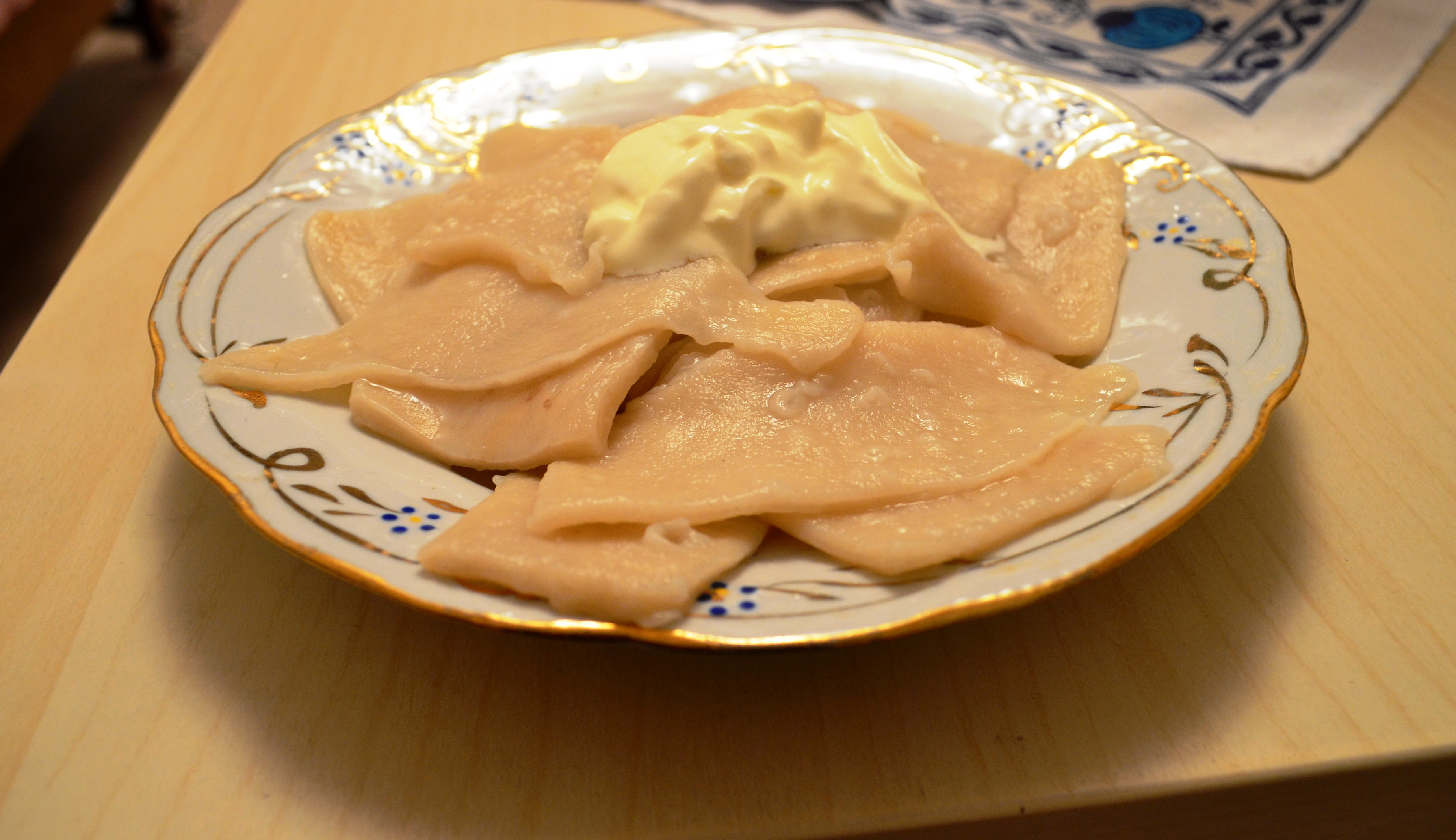
Lazanki se smetanovou omáčkou

Přestože je vliv sousedních zemí na běloruskou kuchyni značný, je běloruská kuchyně jedinečná a některá jídla nalezneme pouze zde.
- Draniki – je národní jídlo Běloruska, jedná se o bramborové placky podobné bramborákům. Placky se připravují z nastrouhaných brambor, často se smaží s houbami a jsou podávány se smetanou. Mohou být také plněné nebo zapečené s masem. Často se podávají na sladko s mákem a ovocem.
- Zrazy – hovězí masová roláda. Jsou to tenké plátky z hovězího masa plněné houbami, zeleninou, vajíčky a bramborami. Velmi se podobají našim španělským ptáčkům. Obvykle se podávají s bramborovou kaší.
- Lazanki – těstovinové placky podobné italským lazaním. Jsou to pšeničné, žitné nebo pohankové tenké trojúhelníky nebo čtverce. Uvařené se podávají s masem, vepřovým tukem, zeleninovým olejem nebo kysanou smetanou.
- Kotleta pokrestyansky – vepřové maso vařené v houbové omáčce.
- Kalduny – obdoba ruských pelmeňů nebo ukrajinských vareniků. Jsou to plněné taštičky z nekvašeného těsta. Plní se masem, houbami nebo zelím. Sladké jsou plněny nejrůznějším ovocem.
- Veraščaka (mačanka) – hustý masový vývar s kousky masa a klobásy, pojídá se jako omáčka, nejčastěji s palačinkami.
- Bliny – palačinky, často podávané se smetanovou omáčkou mačankou.
- Zmrzlina – velmi oblíbená sladkost. Nejznámější je kvalitní smetanová zmrzlina.

### Nápoje

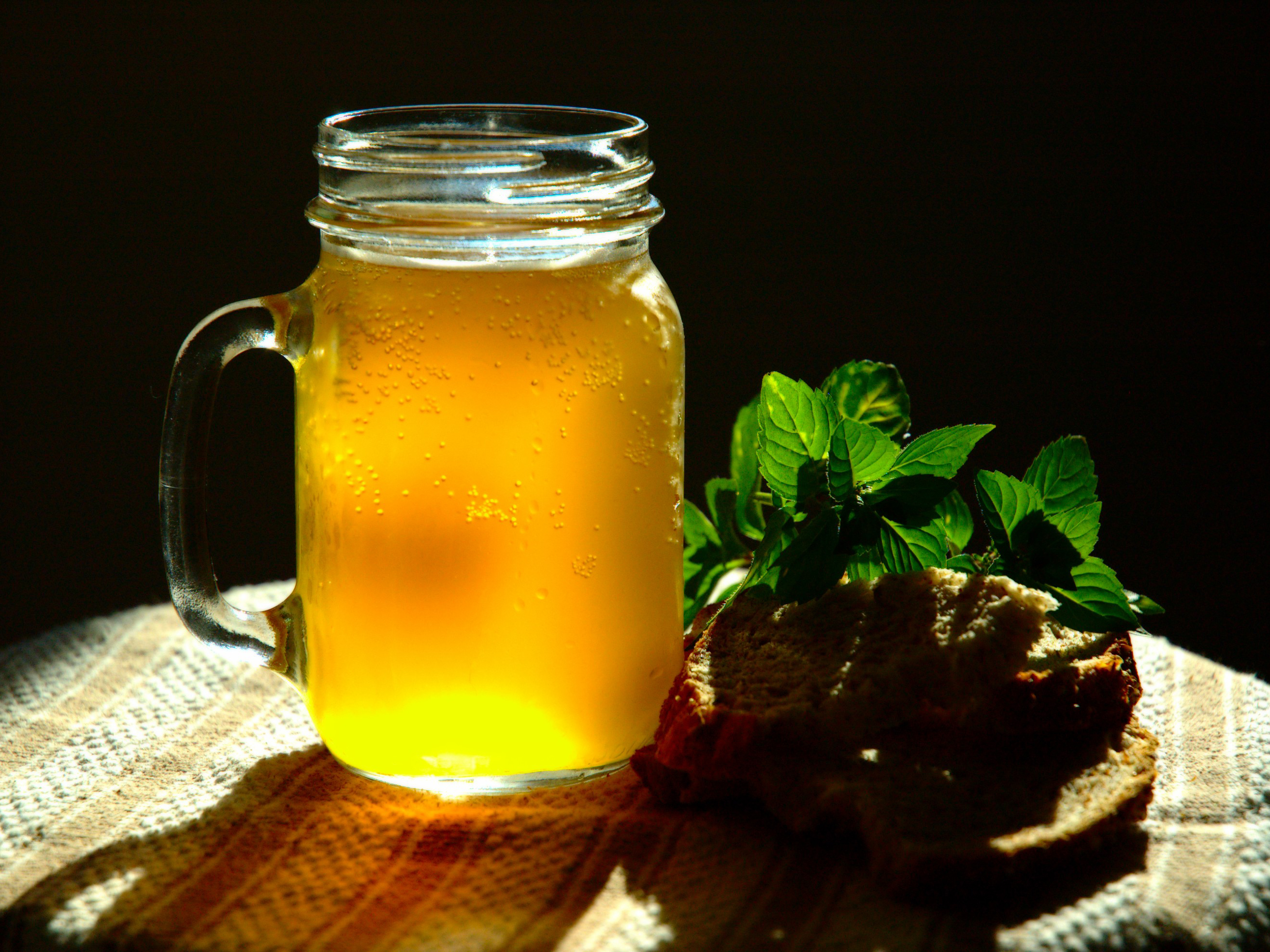
Sklenice kvasu

- Kvas – ochucený nealkoholický nápoj vyrobený ze sladu, mouky, cukru, máty a ovoce.[1][3]
- Vodka – je levná a je jí mnoho druhů.[3] Prakticky všechny druhy se vyrovnají kvalitou značkám jako Finlandia nebo Absolut.
- Beloveszhskaya Bitters – bitter lihovina připravovaná ze 100 druhů bylin[3]